# Yekaterina Puzanova
Yekaterina Puzanova, née en 1979, est une athlète russe, spécialiste des courses de demi-fond.

## Biographie
Elle remporte la médaille d'or du 1 500 mètres lors des Championnats d'Europe en salle 2005 de Vienne, en Autriche, en devançant la Roumaine Elena Iagăr et la Biélorusse Alesya Turova. 
Yekaterina Puzanova est suspendue deux ans par l'IAAF, du 19 mai 2003 au 18 mai 2005 après avoir fait l'objet d'un contrôle positif à la nandrolone.

### Palmarès
| Date | Compétition                    | Lieu   | Résultat | Épreuve |
| ---- | ------------------------------ | ------ | -------- | ------- |
| 2002 | Championnats d'Europe en salle | Vienne | 1re      | 1 500 m |

### Records
| Épreuve | Épreuve   | Performance   | Lieu          | Date            |
| ------- | --------- | ------------- | ------------- | --------------- |
| 1 500 m | Plein air | 4 min 05 s 42 | Thessalonique | 24 juillet 2002 |
| 1 500 m | Salle     | 4 min 04 s 77 | Moscou        | 27 février 2003 |